# 전환 비용
전환 비용(Switching cost)는 한 제품에서 경쟁사의 다른 제품으로 전환하는 데 드는 비용을 말한다. 생산자나, 소비자가 현재 사용하는 기술, 제품, 서비스에서 다른 기술, 제품, 서비스로 전환할 때 발생하는 소비자의 비용을 말한다.

## 같이 보기
- 진입 장벽
- 클로즈드 플랫폼
- 거래 비용